# شهرستان الملاح
ناحیهٔ الملاح (به عربی: مدیریة الملاح) یک ناحیه در یمن است که در استان لحج واقع شده‌است.

## خصوصیات
ناحیهٔ الملاح ۲۷٬۶۳۶ نفر جمعیت دارد.